# 퉁저우베이위안역
퉁저우베이위안역(중국어: 通州北苑站, 병음: Tōngzhōu Běiyuàn Zhàn)은 베이징 지하철 바퉁선의 역으로 중국 베이징시 퉁저우구 베이위안 가도·양좡 가도 경계의 징탕로·베이위안 남로·신화 남1가 교차로에 위치한다. 2003년 12월 27일에 개장하였다.

## 위치
이 역은 바리차오 남가(八里橋南街) 남쪽, 베이위안로 서쪽(北苑路西)에 위치한다.

## 역 구조

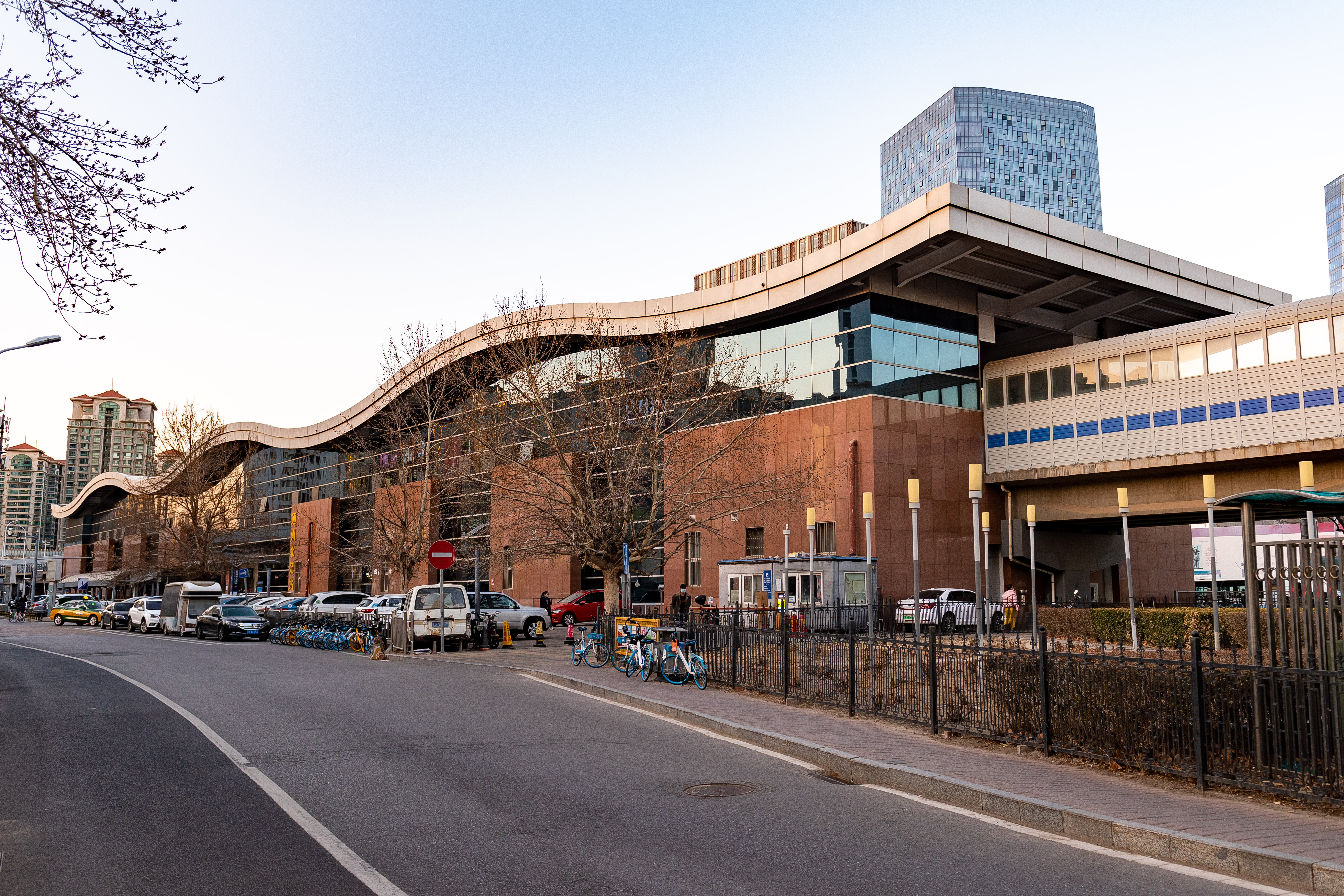
역사
(2021년 2월 촬영)

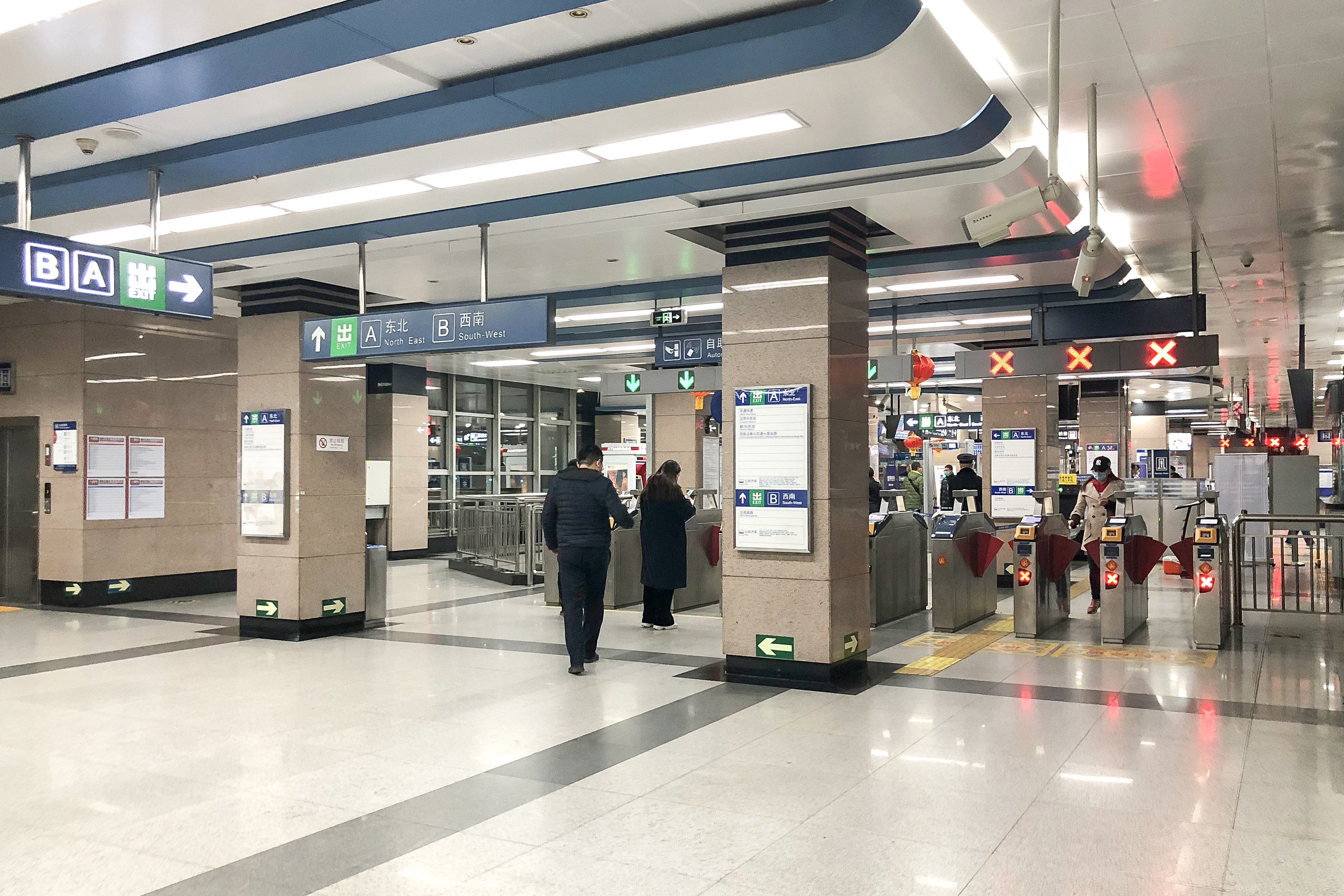
대합실
(2021년 2월 촬영)

### 층별 구조
| 지상 2층           | 상대식 승강장, 오른쪽 출입문이 열림 | 상대식 승강장, 오른쪽 출입문이 열림           |
| 지상 2층           | ←                                   | ■ 바퉁선 핑궈위안(1호선) 방면 (바리차오)      |
| 지상 2층           | →                                   | ■ 바퉁선 유니버설 리조트 방면 (궈위안)        |
| 지상 2층           | 상대식 승강장, 오른쪽 출입문이 열림 |                                               |
| 지상 1층 대합실 층 | 대합실                              | A-B출입구, 고객센터, 자동 발권기, 출입 게이트 |

## 출구
이 역은 A(북동쪽), B(남서쪽) 총 2개의 출구가 있으며, A출구는 베이위안 남로(北苑南路)의 동쪽과 서쪽에 지하 출구가 존재한다. B출구 서쪽에 역 광장이 있다.
|                     |                                                                         |                                                              |      |             |
| 출구                | 지시                                                                    | 출구 인근                                                    | 사진 | 무장애 시설 |
| 出口 · A            | 베이위안 남로(北苑南路), 위다이허 서가(玉带河西街), 신화 서가(新华西街) | 베이징 퉁저우 완다 플라자(北京通州万达广场)                  |      |             |
| 出口 · B            | 베이위안 남로(北苑南路), 서관 대가(西关大街)                            | 베이징 화롄 티안시 밍위안 쇼핑센터(北京华联天时名苑购物中心) |      |             |
| 아이콘 설명: 경사로 |                                                                         |                                                              |      |             |

## 같이 보기
위키미디어 공용에 퉁저우베이위안역 관련 미디어 분류가 있습니다.